# Rigobert Roger Andely
Rigobert Roger Andely, né le 7 juin 1953 à Mossaka,[réf. nécessaire] dans le département de la Cuvette au Congo-Brazzaville est un universitaire spécialiste des questions monétaires et bancaires, banquier central de profession et homme d'État congolais.

## Biographie

### Jeunesse et début
Rigobert Roger Andely effectué ses études primaires d'abord à Pikounda et Mokéko (Sangha) et ensuite à Lébango, Etoumbi et Mbomo (Cuvette-ouest) ; puis ses études secondaires au collège de Boundji (Cuvette) et au lycée technique d'État à Brazzaville, d’où il obtient le baccalauréat de techniques commerciales de gestion en 1973.
Admis à l'université de Brazzaville en 1973, il en sort avec la maîtrise de sciences économiques en 1977 (lauréat de la promotion)[réf. souhaitée]. Il fait ensuite des études en sciences économiques à l’université de Clermont-Ferrand (France), sanctionnées en 1978 par un diplôme d'études approfondies (DEA) en économie monétaire et financière (premier de sa promotion)[réf. souhaitée].

### Vie universitaire
Conférencier au Centre d'études et de recherches en développement international (CERDI) à Clermont-Ferrand, en France, Rigobert Roger Andely a également publié plusieurs articles, en français et en anglais,, notamment dans le bulletin Études et statistiques de la BEAC, portant sur les questions économiques, monétaires et bancaires. Il est aussi membre du comité d'orientation stratégique de la Fondation d'études et de recherche en développement international (FERDI)

### Carrière professionnelle
En juillet 1987, il est embauché en tant que détaché au sein du Fonds Monétaire International à Washington (États-Unis) en juillet 1987. Il y exerce les fonctions de Desk Economist pour le Bénin, et d'économiste suppléant pour la Côte d'Ivoire et le Togo. Parallèlement, il poursuit la rédaction de sa thèse de doctorat d'État ès sciences économiques sur le thème « Stratégie monétaire et financière néo-libérale de développement – Application à l’Afrique sub-saharienne » ; thèse qu’il soutiendra avec succès en 1988 à l’université de Clermont-Ferrand avec la mention « très honorable ».
En 1990, il regagne le siège de la BEAC à Yaoundé (Cameroun), où il est nommé directeur adjoint de la recherche et de la prévision et s'illustre en lançant quatre grandes réformes monétaires qui marqueront le fonctionnement de la BEAC.
En 1998, il poursuit son ascension au sein de l’institution, et est nommé vice-gouverneur à 45 ans, poste qu'il occupera jusqu'à sa nomination en août 2002 comme ministre de l'Économie du Congo.
En février 2005, il retourne à la Banque centrale et retrouve son poste de vice-gouverneur, ; poste qu’il quittera à nouveau en 2010 à la suite d’une décision des chefs d'État de la Communauté économique et monétaire de l'Afrique centrale (CEMAC) liée au mauvais placement des fonds auprès de la Société générale. Non impliqué dans ce placement, il est nommé comme président du Conseil de régulation de l'Autorité de régulation des marchés publics (ARMP) en 2011 par le président de la République du Congo et recruté en 2013 par le Fonds Monétaire International comme conseiller consultatif pour l'Afrique au sein de l'Advisory Group for Sub-saharan Africa (AGSA).
Parallèlement, il co-préside en 2014 le groupe de travail sino-congolais chargé de mettre en place la Banque sino-congolaise pour l'Afrique (BSCA Bank), opérationnelle depuis le 1er juillet 2015 à Brazzaville. Il assure actuellement la présidence du conseil d'administration, de cette grande banque commerciale qu’il a aidée à créer,.

### Carrière politique
Il est respectivement vice-gouverneur de la Banque des États de l'Afrique centrale (de 1998 à 2002, puis de 2005 à 2010), président du conseil d'administration de la Banque sino-congolaise pour l'Afrique (de 2015 à 2021) et président du conseil de régulation de l'Autorité de régulation des marchés publics (2011-2021).
De 2021 à 2022, il fut également Ministre de l'Économie, des Finances et du Budget de 2002 à 2005, ainsi que Ministre des Finances, du Budget et du Portefeuille public du Congo-Brazzaville.
En août 2002, Rigobert Roger Andely est nommé Ministre de l'Économie, des Finances et du Budget de la République du Congo,. Il est notamment à l'initiative des premiers clubs de Paris et de Londres en 2004, qui ont permis au Congo, pays à l’époque le plus endetté par tête d’habitant au monde, de réduire considérablement sa dette envers ses créanciers bilatéraux et multilatéraux,. 
Son passage au ministère des Finances a permis par ailleurs le paiement des arriérés de salaires dus aux fonctionnaires, le remboursement de la dette intérieure, le bouclage du financement du barrage hydroélectrique d’Imboulou, la promotion de la transparence et de la bonne gouvernance et le redémarrage de la croissance économique du Congo,.
Le 15 mai 2021, il est nommé Ministre des Finances, du Budget et du Portefeuille public au sein du gouvernement Makosso, le 24 septembre 2022, il est remplacé par Jean-Baptiste Ondaye.

## Distinctions
En récompense pour ses actions en faveur de l’Afrique, il a été promu dans les ordres du Mérite de quatre pays :
- ordre national du Mérite de la République gabonaise [24]
- ordre du Mérite ivoirien [25]
- ordre du Mérite de la République de Guinée Équatoriale
- ordre du Mérite congolais (grand-officier) [26]

## Voir Aussi

### Articles Connexes
- Banque des États de l'Afrique centrale